# Heinrich Zeller

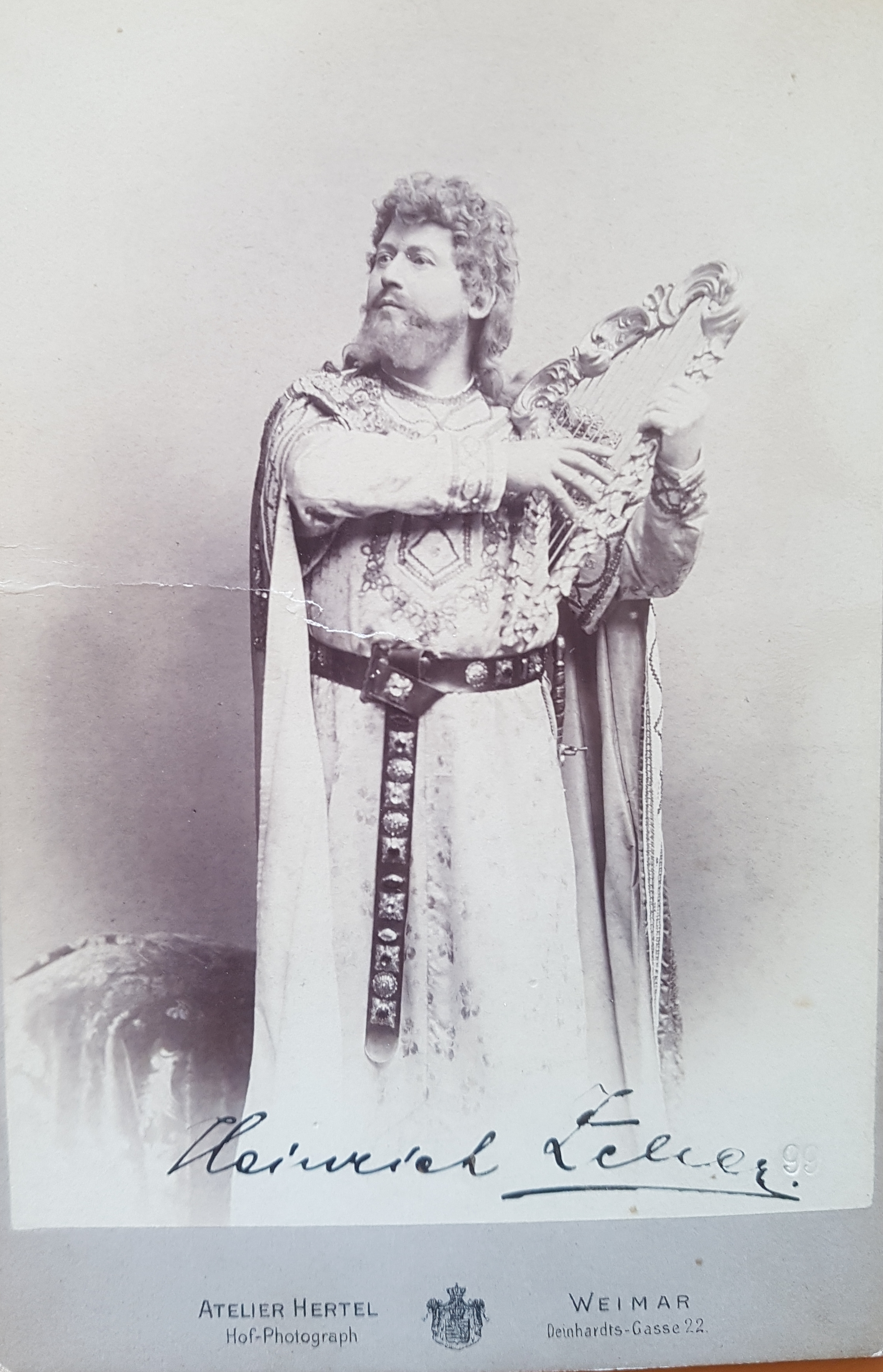
Heinrich Zeller am Hoftheater Weimar 1899

Heinrich Zeller (* 7. Juni 1856 in Voitswinkel bei Laufen; † 9. August 1934 in Weimar) war ein deutscher Opernsänger (Tenor).

## Leben
Zeller besuchte das Lehrerseminar in Freising. Er war anschließend Hilfslehrer in Vilsbiburg an der Donau und in Landsberg; bis 1887 war er als Volksschullehrer tätig. Entdeckt wurde Zellers Stimme durch den Komponisten Richard Strauss. Dieser setzte sich, gemeinsam mit dem Münchner Generalintendanten Karl von Perfall für eine stimmliche Ausbildung Zellers ein.
Zeller studierte an der Münchner Musikschule bei Feodor von Milde, Benno Stolzenberg und Franziska Ritter-Wagner. 1888 wurde er von dem damaligen Intendanten Hans Bronsart von Schellendorf an das Hoftheater Weimar engagiert. Dort debütierte er in der Titelrolle der Oper Lohengrin. Bis 1917 war Zeller festes Ensemblemitglied am Hoftheater Weimar. 1917 nahm er dort mit der Titelrolle in Wagners Oper Tannhäuser Abschied von der Opernbühne und wurde zum Ehrenmitglied des Theaters ernannt.
1891 und 1892 trat er bei den Bayreuther Festspielen auf. Er interpretierte dort die Titelrolle in Richard Wagners Oper Tannhäuser. 1894 gastierte er am Hoftheater Meiningen als Florestan in der Oper Fidelio. Im Mai 1894 war er der Titelheld in der Uraufführung der Oper Guntram von Richard Strauss; seine Partnerin war Pauline de Ahna. 1901 wirkte er am Hoftheater Weimar in einer weiteren Uraufführung mit, in der heute völlig vergessenen Oper Dürer in Venedig des Komponisten Waldemar von Baußnern.
Zeller gastierte am Opernhaus Frankfurt (1892–1907), am Opernhaus Leipzig (1898), an der Hofoper Berlin (1898), am Stadttheater Hamburg (seit 1901), an der Hofoper München (Spielzeit 1906/1907), am Opernhaus Köln (seit 1906) und am Deutschen Theater Prag (1909).
Zeller trat auch im europäischen Ausland auf: 1901 beim Richard-Wagner-Verein in Amsterdam als Lohengrin und 1907 mit großem Erfolg als Tannhäuser an der Covent Garden Opera in London.
Zeller war nebenbei auch schriftstellerisch tätig; er verfasste unter anderem Gedichte in oberbayerischer Mundart.

## Repertoire
Zeller sang, wie im 19. Jahrhundert üblich, ein breites Repertoire, das sich auf Stimmfächer und Fachgrenzen nicht beschränkte. Der Schwerpunkt von Zellers Repertoire lag jedoch auf den Partien des jugendlichen Heldentenors. Zu seinen Bühnenrollen gehörten neben seinen Wagner-Rollen unter anderem: Tamino in Die Zauberflöte, die Titelrolle in Fra Diavolo, Jan van Leiden (Titelrolle) in der Oper Der Prophet, Canio in Der Bajazzo und Mathias Freudhofer in Der Evangelimann.